# مرکز یادبود جنگ و هنرهای نمایشی سان‌فرانسیسکو
مرکز یادبود جنگ و هنرهای نمایشی سان فرانسیسکو (انگلیسی: San Francisco War Memorial and Performing Arts Center) یک مرکز هنرهای نمایشی در سان فرانسیسکو، ایالات متحده آمریکا است.
این مرکز که در سال ۱۹۲۰ میلادی تأسیس شده دارای ۷۵۰۰ نفر ظرفیت و ۳ هکتار وسعت می‌باشد و بزرگترین مرکز هنرهای نمایشی در کشور آمریکا محسوب می‌شود.

## سالن‌ها
- سالن اپرای ورمموریال: ۳٬۱۴۶ نفر
- تئاتر هربست: ۹۱۶ نفر
- سالن سمفونی لوئیس ام. دیویس: ۲٬۷۴۳ نفر
- سالن تمرین زلربک

## امضای منشور ملل متحد
از اتفاقات قابل توجه در تاریخچه این مجموعه، امضای منشور ملل متحد در ۲۶ ژوئن ۱۹۴۵ در تئاتر هربست از سوی پنجاه کشور بنیانگذار سازمان ملل متحد می‌باشد. پیش از امضای این سند در طی کنفرانس دوماهه ملل متحد که در ساختمان اپرا برگزار شده بود، نمایندگان کشورهای مختلف در مورد این سند تبادل نظر کرده بودند.

## نگارخانه

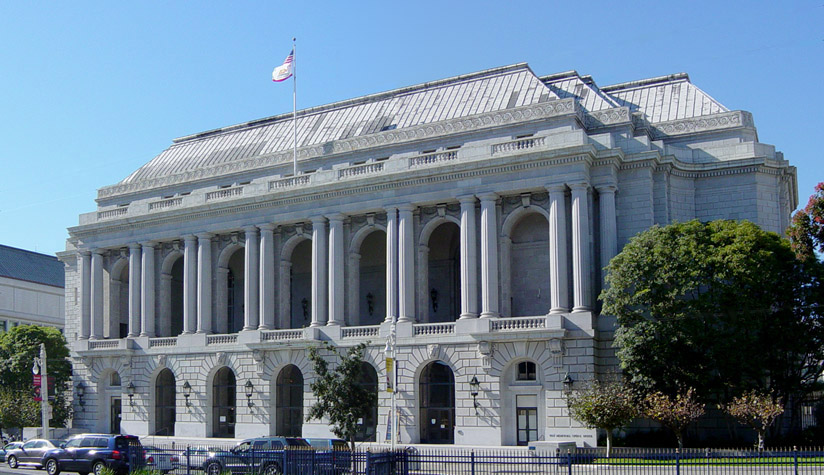
خانه اپرا یادبود جنگ
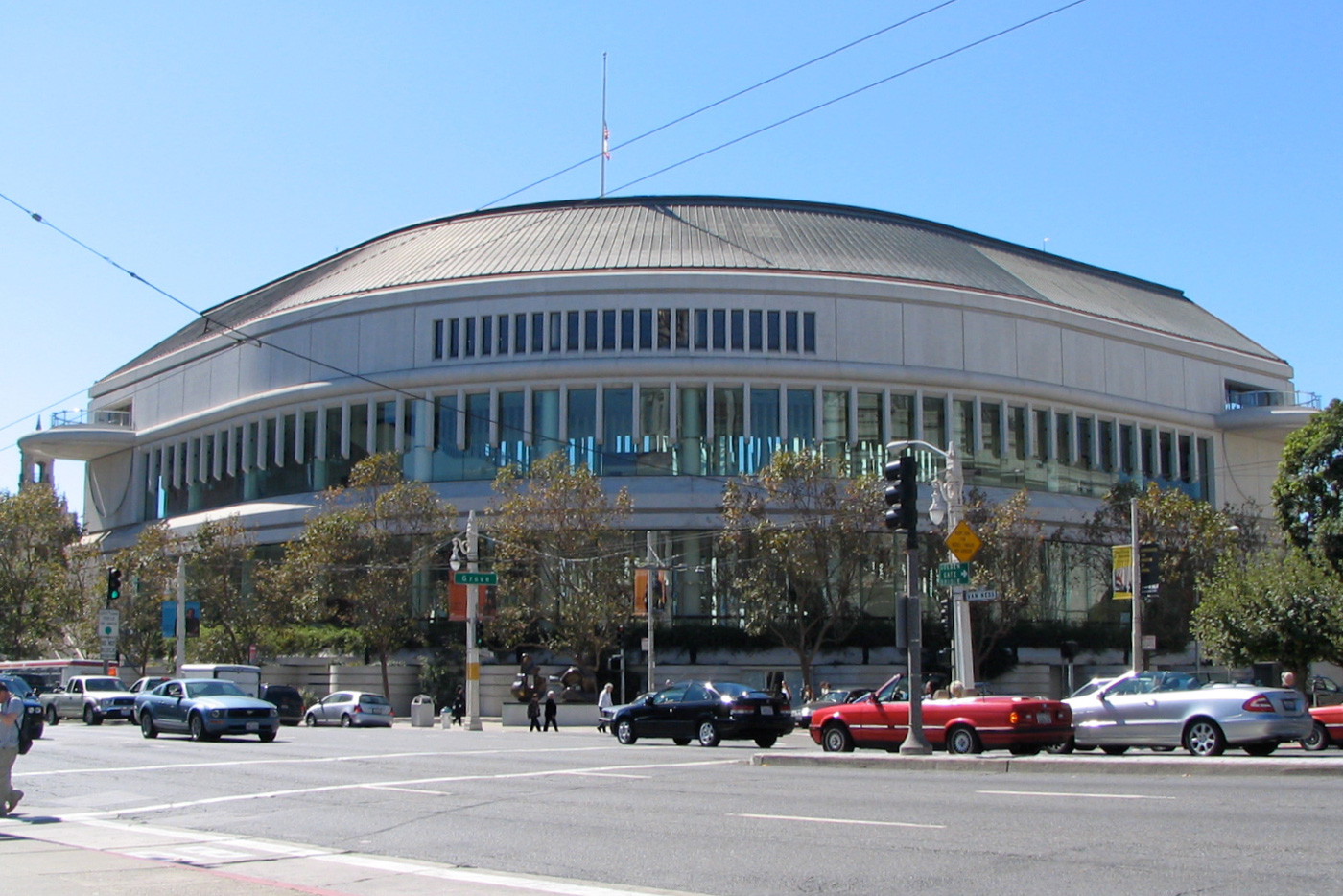
سالن سمفونی لوئیس ام. دیویس